# 長宗我部氏
長宗我部氏（ちょうそかべし／ちょうすがめし）は、日本の武家の一つ。長曽（曾）我部とも記される。室町時代以降、通字に「親」を用いた。家紋は「七つ酢漿草」。
中世の土佐国長岡郡に拠った在地領主（国人）で、土佐の有力七豪族（土佐七雄）の一つに数えられる。戦国時代に勢力を広げ、元親の代で戦国大名に成長し土佐を統一する。さらに隣国の阿波・伊予に進出したが、羽柴（豊臣）秀吉の四国攻めに敗れ、土佐一国に減封されて臣従する。その後は秀吉の下で九州征伐、小田原征伐、文禄・慶長の役と転戦する。
元親の跡を継いだ子の盛親は関ヶ原の戦いで西軍に参戦・敗北し改易される。盛親とその子は大坂の陣で大坂方に味方して刑死し、大名としての長宗我部氏は滅亡、嫡流は絶家したとされる。

## 出自
古代豪族秦氏の子孫とされるが、資料による裏付けは不十分で自称の範囲にとどまる。
秦河勝は、丁未の乱（587年）で聖徳太子と蘇我馬子が物部守屋を倒した際に功を立て、信濃国に与えられた領地に子の広国を派遣した。その子孫で信濃国更級郡の住人の秦能俊（長宗我部能俊）が土佐国に入って、長宗我部氏を称したとされる。能俊が土佐に入部した時期は説によって大きく異なるが、平安時代末期 - 鎌倉時代初期に入国したものと考えられる。
- 延久年間（1069年 - 1073年）説[4]。
- 保元の乱（1156年）に際し崇徳上皇方に属して敗戦した結果、土佐に奔（）ったという説[3]。
- 承久の乱（1221年）において仁科氏と戦い、その功で所領を与えられ地頭となったとする説[2]。

能俊は土佐国長岡郡宗部郷（宗我部郷、現・南国市岡豊町・国分周辺）に定住したため宗我部氏を自称したが、近隣の香美郡にも宗我郷（宗我部郷、現・香南市赤岡町・吉川町周辺）があって宗我部氏を名乗る一族がいたため、長岡郡の宗我部氏は長宗我部とし、香美郡の宗我部氏は「香宗我部」を名乗って互いを区別したと言われる。鎌倉時代初期の建仁元年（1201年）にはすでに「香宗我部」の書状が見える。なお、『元親記』などに基づいて長宗我部氏が国司として下向し土着したとする説があるが、国司任官を実証する史料はない。
海音寺潮五郎は、長宗我部氏の祖は、蘇我部の管理人であった秦氏、あるいは蘇我部そのものの末裔であるとする説を提唱した。

## 「長宗我部」の表記と読み
長宗我部氏の本貫である土佐国長岡郡宗我部郷は古くより「宗部」・「曽加倍」などと記載が一定しなかったこともあり、この名字の表記も「長宗我部」・「長曽（曾）我部」の両方が用いられている。以下、本項では「長宗我部」に統一する。
読みは現代では「ちょうそかべ」が普通である。しかし安土桃山時代の文献を見ると、『御湯殿上日記』では「ちやうすかめ」、『多聞院日記』では「チヤウスカメ」という仮名表記になっており、さらにルイス・フロイスの『日本史』に「Chosugami」とあることから仮名表記の「か」「カ」は濁音と考えられ、当時は（現代仮名遣いで表せば）「ちょうすがめ」と読んでいた可能性が高い。
一方、現・当主の17代目長宗我部友親は「ちょうそがべ」の読みを用いている。

## 歴史

### 初期

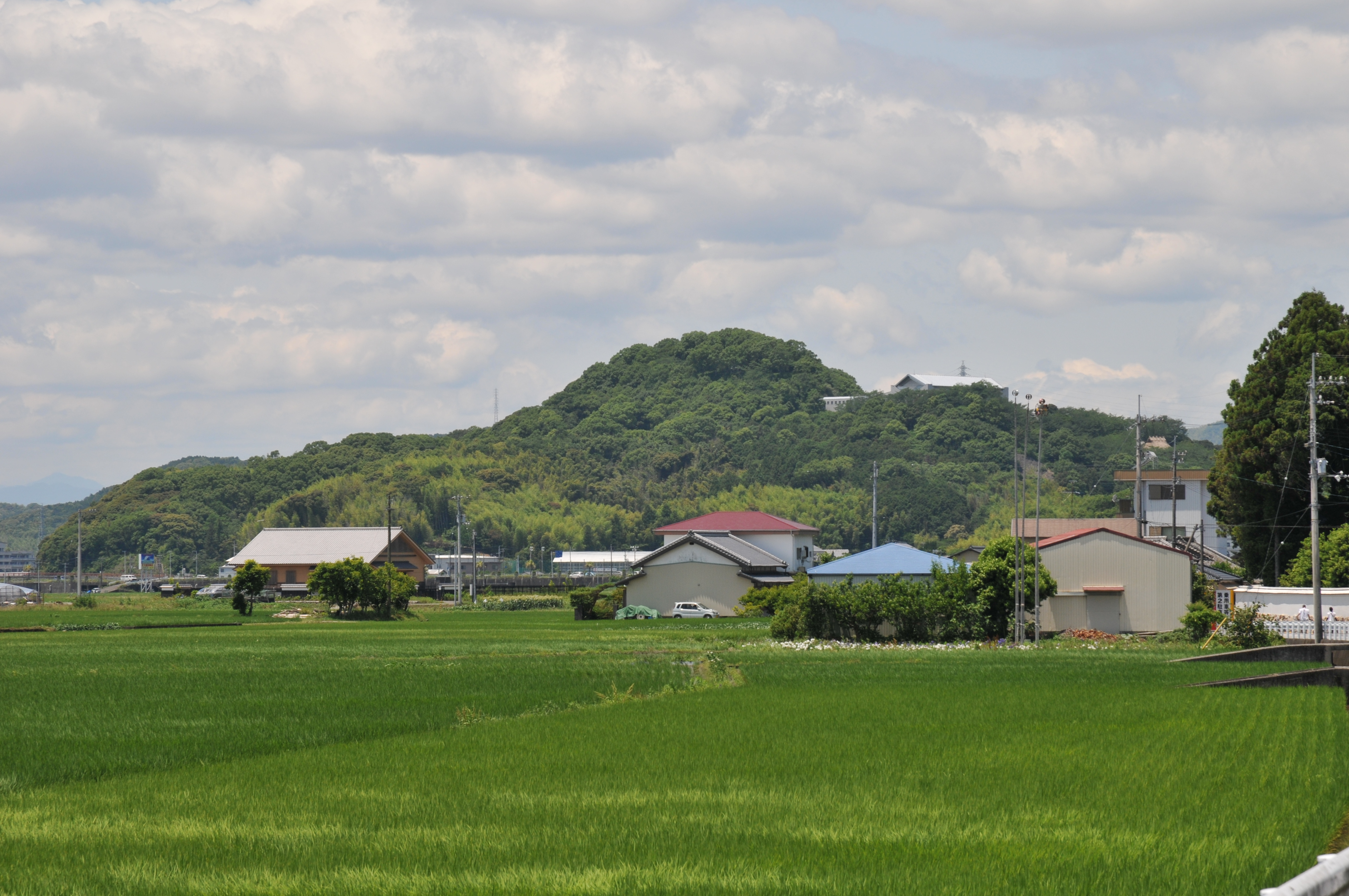
岡豊山遠景

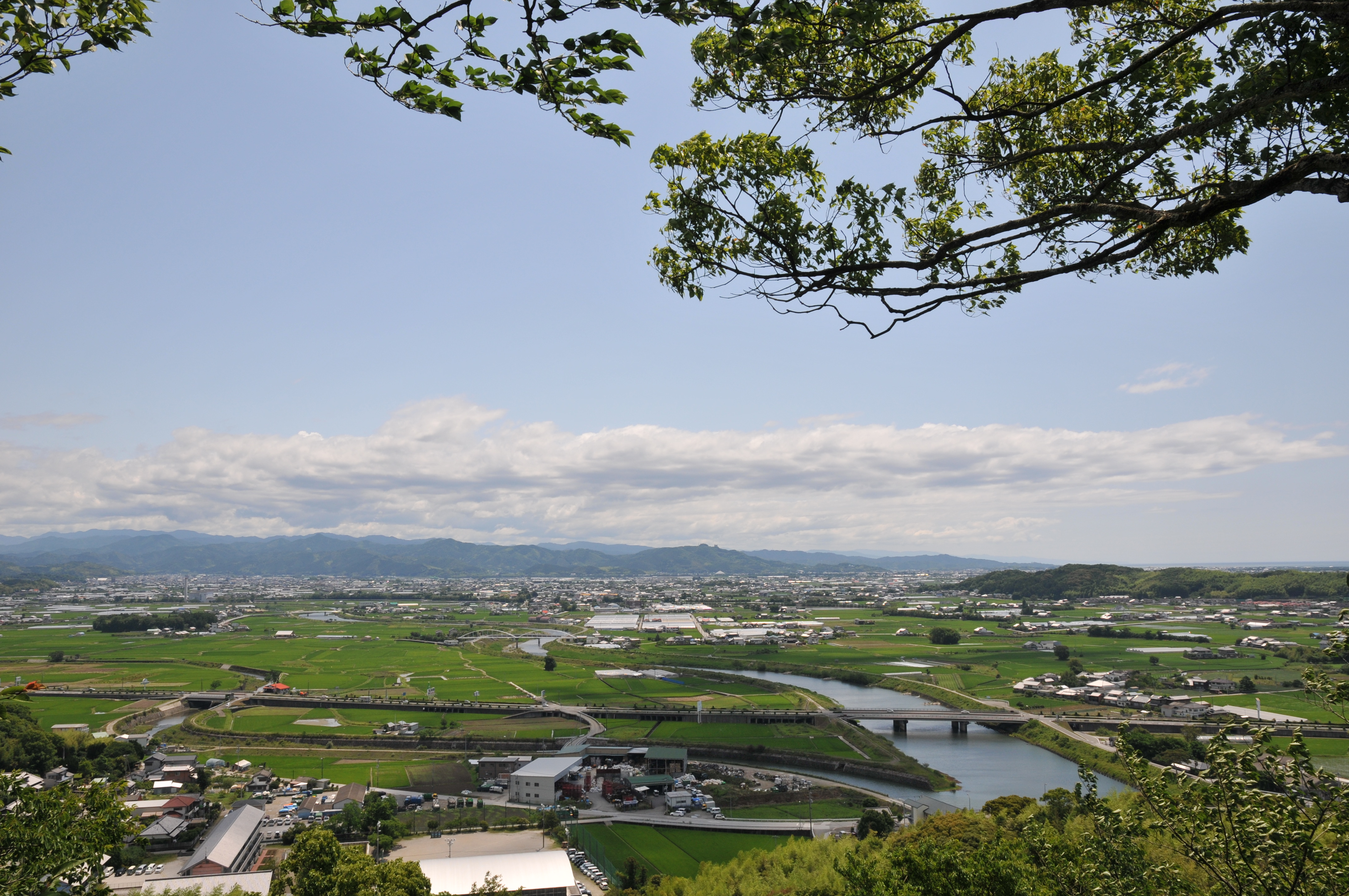
岡豊城から見た香長平野

土佐に入国した長宗我部氏は、長岡郡岡豊（おこう、現・南国市岡豊町）の地を拠点とした。当時の土佐国は高知平野（現・高知県高知市中心部）が未開拓地であったことから、香長平野（長岡郡・香美郡）を中心としていた。戦国時代には長宗我部氏は岡豊山に築いた岡豊城を居城としているが、これは初代能俊が入部後に築いたものを南北朝時代に修築、戦国時代において城郭としての規模を整えたと伝えられている。
7代兼光の頃には多くの庶流を出していることから、当時の一般的な支配体制である惣領制により発展したと考えられる。

### 南北朝・室町時代
南北朝時代の争乱においては、11代信能は足利氏方に属し、土佐国守護であった細川顕氏の下で長岡郡八幡山東坂本において南朝勢力と戦っている。その功で香美郡吉原庄（現・香南市吉川町西部）の他、長岡郡・香美郡・土佐郡の各地に計1134町（後世の天正期検地の石高、1町はおよそ10石）の土地を与えられ、発展の基礎を築いている。
12代兼能は、貞和元年（1345年）細川氏により吸江庵（現・吸江寺）寺奉行に任じられている。吸江庵は文保2年（1318年）に夢窓疎石によって創建された、当時の名刹であった。寺奉行を解任されたという記事は16代文兼までないので、そのまま世襲されたと考えられる。
14代能重の代には、至徳3年（1386年）頃、吉原庄全域を支配下に収めている。土佐国守護代として細川頼益（細川遠州家 初代）が入部したのは康暦2年（1380年）であり、細川氏とのつながりを背景に、吸江庵寺奉行と吉原庄を持ち、相当な勢力を有したと考えられている。

### 戦国時代

四万十川

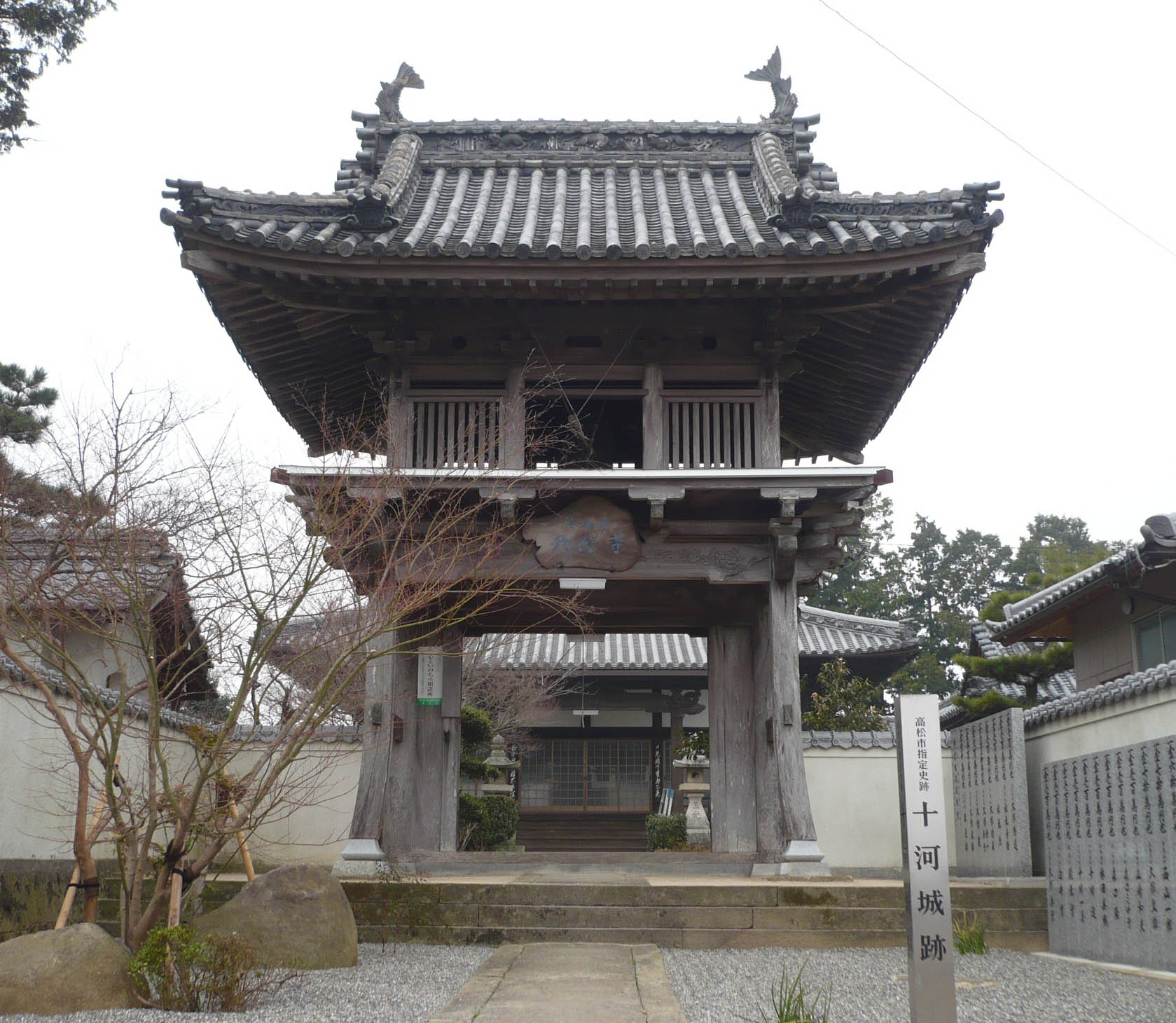
十河城跡

戦国時代に入り、16代文兼の代では、応仁の乱の戦乱を逃れ一条教房（土佐一条氏 初代）が土佐に下向している。文兼は文明3年（1471年）、長子元門（17代）を追放しており、それがもとで吸江庵寺奉行を解任され、幾つかの領地も支配下から離れている。元門はこの際に久武氏・中内氏を連れて武者修行に出て、伊勢国桑名において桑名氏を家臣に加えた。これら3氏は、のちに長宗我部氏の三家老に数えられる。文兼・元門の争乱は、元門の弟・雄親（18代）が家督を継ぐことで決着し、雄親は幾つかの寺の再興も行なっている。
応仁の乱以後、全国的に争乱が始まる。中央で大きな権力を持った本家の細川政元が暗殺（永正の錯乱）されたことで、土佐守護代の細川氏を含め各地の細川氏一族は京都に上洛。これにより土佐もまた、守護による領国支配が終わって戦国時代を迎えることとなる。この時期の土佐国は、盟主的存在である土佐一条氏の下に、土佐七雄と呼ばれる長宗我部氏を含めた七国人が割拠していた。
このように最も弱い勢力であった長宗我部氏は、19代兼序（兼序は法名。正式名は元秀）の時、岡豊城を追われ、一時滅亡する。その経緯には、諸説ある。
- 兼序は主君細川政元存命時はその威を借りて勢力を伸ばしたが前述の政元暗殺後、周辺豪族の反感を買い永正5年（1508年）、本山・山田・吉良・大平連合軍3千により落城したという説（『土佐物語』）。
- 吸江庵の寺領問題で、大津城を拠点とした天竺氏に滅ぼされたという説。

いずれの説においても、戦乱で兼序の遺児千雄丸は城を脱出し、土佐一条氏のいる中村に落ち延びて保護されたとされる。
千雄丸は土佐一条氏当主一条房家の下で元服して長宗我部国親を名乗った。そして房家の配慮により永正15年（1518年）岡豊城に帰還して長宗我部氏を復興、20代当主となる。国親は本山氏と表向き手を結んだ上で、吉田氏と婚姻関係を結び地位の安定を図ると共に、近在の天竺氏・横山氏・山田氏ら周辺豪族を滅ぼし、勢力を拡張した。永禄3年（1560年）には本山氏に反旗を翻し長浜の戦いで敗走させたが、同永禄3年（1560年）病死した。

#### 長宗我部元親期

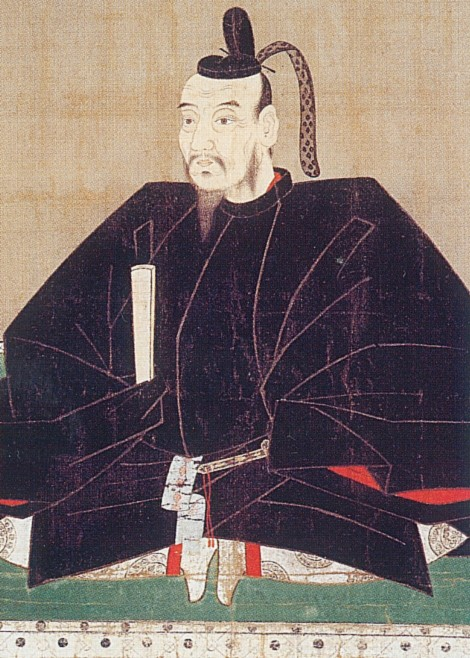
長宗我部元親 像
（秦神社所蔵）

国親の跡を継いだ21代長宗我部元親の時代に、長宗我部氏は最盛期を迎える。元親は父・国親の遺志を継いで永禄5年（1562年）本山氏を滅ぼし、同永禄6年（1563年）には弟・親貞を吉良氏に入れ併合、同永禄12年（1569年）には安芸氏を滅ぼしている。これまでの間香宗我部氏とは同盟関係にあったが、安芸氏の打倒後、弟・親泰が入嗣し、併合が行われた。また、元亀2年（1571年）津野氏に3男の親忠が養子として入って併合を行った。このように他の六雄（大平氏は一条氏により滅亡）を支配した元親は、土佐一条氏の内乱に乗じ、追放された当主一条兼定に代わって天正2年（1574年）に兼定の子・一条内政を大津城に入れ「大津御所」として傀儡化（）した。同天正3年（1575年）に一条兼定が侵攻した時には四万十川の戦いでこれを破り、一条氏の残存勢力を滅ぼして土佐国を完全に平定した。
その後、元親はさらに、白地城を拠点として伊予国や阿波国、讃岐国にも積極的に進出し、河野氏や三好氏を駆逐していき、天正13年（1585年）四国をほぼ統一したとされる。ただし、四国統一を達成したかどうかについては異論がある。しかしながら、同天正13年（1585年）に行われた羽柴秀吉の四国攻めに敗北し、土佐一国に減封される。その後は、九州征伐、小田原征伐、文禄・慶長の役と秀吉に従って転戦する。
従軍した九州征伐では、天正14年（1587年）の戸次川の戦いで元親の嫡男、長宗我部信親が戦死する。元親は世継ぎをめぐっての争いで甥の吉良親実を殺す粛清を行なったうえ、四男の長宗我部盛親に信親の娘を娶らせ、世継ぎとした。このとき次男の香川親和は憤死し、のちに三男の津野親忠も幽閉、殺害されている。なお、これは単なる継嗣騒動ではなく、戦国時代に長宗我部氏の重職を占めた国人勢力が長宗我部氏内の権力構造（体制）の変化により解体されたという説もある。
家臣所領 （天正15年（1587年）時点。1町 = ～10石）
- 長宗我部氏直轄領 - 2,300町
  - 吉良氏 - 1,300町
  - 津野氏 - 1,000町
  - 片岡氏 - 1,000町
  - 香宗我部氏 - 540町

土佐統一過程で長宗我部氏が臣従化した国人一族は、このように多くの所領を有しており、集権化にあたって障害となったため、粛清されたとも考えられる。この後は、元親死去まで元親と盛親の二頭政治が行われている。
天正15年（1587年）、九州征伐従軍から帰国後、大高坂山（現・高知城のある山）に城を築き、岡豊城から居城を移した。しかし、水はけが悪かったため、天正19年（1591年）に元親は3年で大高坂山城を捨て、浦戸に浦戸城を築いた。ただし、元親が大高坂山城を捨てたとする見解は山内氏支配下の江戸時代の二次史料で初めて登場したものであること、浦戸城の規模の小ささや浦戸移転後も大高坂周辺の整備が進められていた形跡があることから、浦戸城は朝鮮出兵に対応した一時的な拠点に過ぎず、大高坂山城の整備も引き続き行われていたとする説もある。
慶長2年（1597年）には、元親・盛親父子により分国法として『長宗我部氏掟書（長宗我部元親百箇条）』が制定されている。

#### 長宗我部盛親期
慶長4年（1599年）に元親が死去し、長宗我部盛親が第22代当主となる。翌慶長5年（1600年）の関ヶ原の戦いで盛親は当初東軍につこうとしたが、徳川家康への密使を関所で留め置かれ、西軍に与（くみ）する。本戦では実際の戦闘に参加しないまま西軍は敗戦し、戦後に津野親忠を殺害したことを咎められ、所領を没収されて改易となる（浦戸藩）。なお、盛親の家督継承の経緯などが問題視されたためか、元親の死後も豊臣政権は盛親の長宗我部氏家督と土佐支配の継承を正式には承認しないまま、関ヶ原の戦いを迎えたとする説もある。

### 江戸時代
盛親は、慶長19年（1614年）から同慶長20年（1615年）の大坂の陣で豊臣方に与したが、豊臣方が敗れたため、盛親はもとより盛親の子らもすべて斬首された。盛親の末弟で元親の直系で唯一生き延びた長宗我部康豊は助命されたが、姓名を足立と改名したため、事実上、長宗我部の直系は絶えた。長宗我部国親の四男・親房が島氏を名乗り（島親益）、その子孫である島親典が土佐藩に下級藩士として仕えた。親典は大坂の陣に出陣して負傷、土佐国へ帰還したのち長宗我部の一族であると出頭し山内氏によって4年間入牢させられ、釈放後は御歩行組（乗馬を許されない藩士、藩内で最低の地位）に入った。しかしこのような身分にもかかわらず御銀方やお台所方といった要職を務め、さらに藩主・山内忠義に仕えることになった際は忠義に直接「体健やかならず」と書状を送っている。このように本来はいち下級藩士に過ぎないはずの親典が要職や藩主へ直接書状を書いていることなどから、実際に表向きには公表できない何らかの長宗我部一族であったことが推定される。絶家した直系に代わり、この島氏が現代の長宗我部当主家に繋がっているが、土佐藩時代は長宗我部への復姓や家紋の使用は禁じられていた。再び長宗我部を名乗ったのは明治になってからである。
元親の甥・吉良親実（元親の弟・吉良親貞の子）の子孫は肥後藩細川氏に仕え、傍系の一族は他家に仕えるか帰農して生きながらえた。この際、島姓など他の名字に改姓し、明治時代にいたって長宗我部・長曽（曾）我部姓に復した者も多い。
元親の三女で佐竹親直に嫁いでいた阿古姫は、大坂の陣の際に伊達政宗に捕えられたが助命され、二人の息子と共に仙台藩に仕えた。息子たちはそれぞれ重臣の家に養子入りし（五十嵐元成・柴田朝意）、仙台において元親の血をつないだ。このため、阿古姫母子を頼って仙台へ行った長宗我部ゆかりの人々もおり、香宗我部貞親の養子・重親が仙台藩に召し抱えられたほか、吉松氏女（母は元親の四女）が従兄弟の朝意の継室となっている。
由井正雪の片腕といわれた丸橋忠弥（長宗我部盛澄）は、長宗我部盛親の子孫と称していた。また、幕末の尊皇志士として徳島藩士の長宗我部太七郎がおり、生野の変に参加するが、文久3年（1863年）10月14日、但馬国山口村妙見堂で自刃したという。没後、靖国神社に合祀される。

### 近現代
長宗我部元親の末弟で後に土佐藩士となった親房から15代目の当主は親（林馬、秦霊華とも）となった。親は祖父の重親の娘、末（すえ）の次男である。家系の継続が危ぶまれ本家に入ることとなった。
親は長宗我部家の末裔として昭和天皇の勅使から元親の正三位への贈位書を賜っている。この際、家系の選定について、郷土史家の寺石正路（てらいしまさみち）が宮内省との調整に当たった。重親には他にも男系の子孫がいた一方、親は女系であるが、寺石らによれば男系の子孫は辞退をしたらしい。
四国では昭和時代後期に至っても長宗我部の名は特別な響きを持っており、かつて一部が支配下だった香川県（旧・讃岐国）選出の代議士で首相を務めた大平正芳は、17代当主友親の取材を受けた際に「わが家は長宗我部様の足元にも及ばないよ」と驚いたという。

## 歴代当主

### 盛恒まで
1. 長宗我部能俊 - 江村氏が分流。
2. 長宗我部俊宗 - 久礼田氏が分流。
3. 長宗我部忠俊
4. 長宗我部重氏
5. 長宗我部氏幸
6. 長宗我部満幸 - 大黒氏、野田氏、上村氏、中島氏が分流。
7. 長宗我部兼光
8. 長宗我部重俊
9. 長宗我部重高
10. 長宗我部重宗
11. 長宗我部信能
12. 長宗我部兼能 - 光富（光留）氏、馬場氏が分流。
13. 長宗我部兼綱
14. 長宗我部能重
15. 長宗我部元親 - 南北朝時代の当主であり、戦国時代の元親とは異なる。
16. 長宗我部文兼
17. 長宗我部元門
18. 長宗我部雄親
19. 長宗我部元秀（兼序） - 戸波氏、比江山氏が分流。
20. 長宗我部国親
21. 長宗我部元親
22. 長宗我部盛親
23. 長宗我部盛恒

### 盛恒以後
大坂の陣の後、斬首された盛恒の代で宗家は絶家。以降は国親の四男・島親益の系統とされる。現・当主の友親は親房（親益）を初代、親典（五郎左衛門）を二代目として、自らは17代目の当主と数えている。
1. 島親典（五郎左衛門）- 親益（親房）の子、あるいは吉良親貞の四男・吉良親英とされるがどちらも年代が合わない（#江戸時代も参照のこと）。
2. 島與助
3. 島弥左衛門
4. 島久蔵
5. 島惣亟
6. 島弥右衛門
7. 島弥四郎
8. 島歡次
9. 島與助
10. 島與右衛門
11. 島重親（與助重親）- 島義親の父
12. 長宗我部吉親 - 復姓
13. 長宗我部親衛
14. 長宗我部親（林馬）- 「ちかし」と読む。長宗我部家の系図と史料を整理した。
15. 長宗我部友猪
16. 長宗我部友親 - 現・当主。長宗我部喬（高知市長浜）

## 系譜
鎌倉時代 - 戦国時代
戦国時代 - 江戸時代
系譜参考

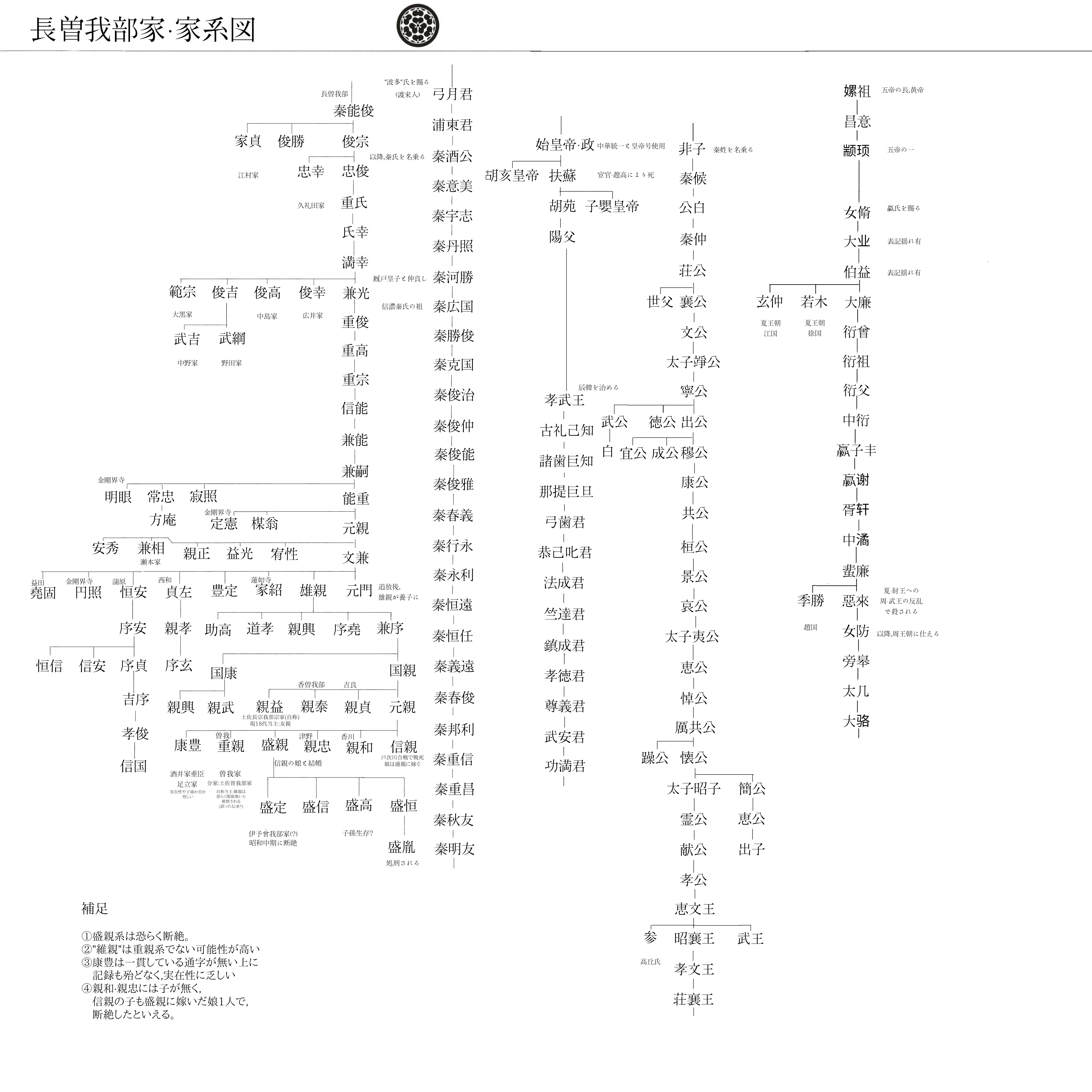
秦氏起源説に則った系図

- 山本大 著『土佐長宗我部氏』（1974年（昭和49年）、新人物往来社）

## 家紋
- 定紋：七つ酢漿草（片喰・鳩酢草、カタバミ）

ほかに、「帆掛船（ほかけぶね）」や「慈姑（クワイ）」を定紋に使用している。家紋にまつわる話として、家臣の福留氏は功績により七つ酢漿草から一つを引いた「六つ酢漿草」を家紋として与えられた話が伝わる。
長宗我部氏に対し三千貫を領知する綸旨が下された際、賜った盃にカタバミの葉が浮かんでいたことから、カタバミを家紋としたとされている。帆掛船は、秦氏が大陸から海を渡って来朝したのに基づくと言われ、盛親が最期の際に帆掛船の家紋をあしらった袴を着ていたとされている。

## 分国法
- 長宗我部氏掟書（長宗我部元親百箇条） - 慶長2年（1597年）、元親・盛親父子が制定。

## 家臣組織
三家老
- 桑名氏
- 中内氏
- 久武氏

一族
- 中島氏
- 江村氏
- 大黒氏
- 上村（国吉）氏

その他主要家臣氏族
- 谷氏
- 福留（福富）氏
- 吉田氏
- 池添氏

長宗我部水軍
- 池氏

一領具足
- 高石左馬助（左馬之助）

## 城

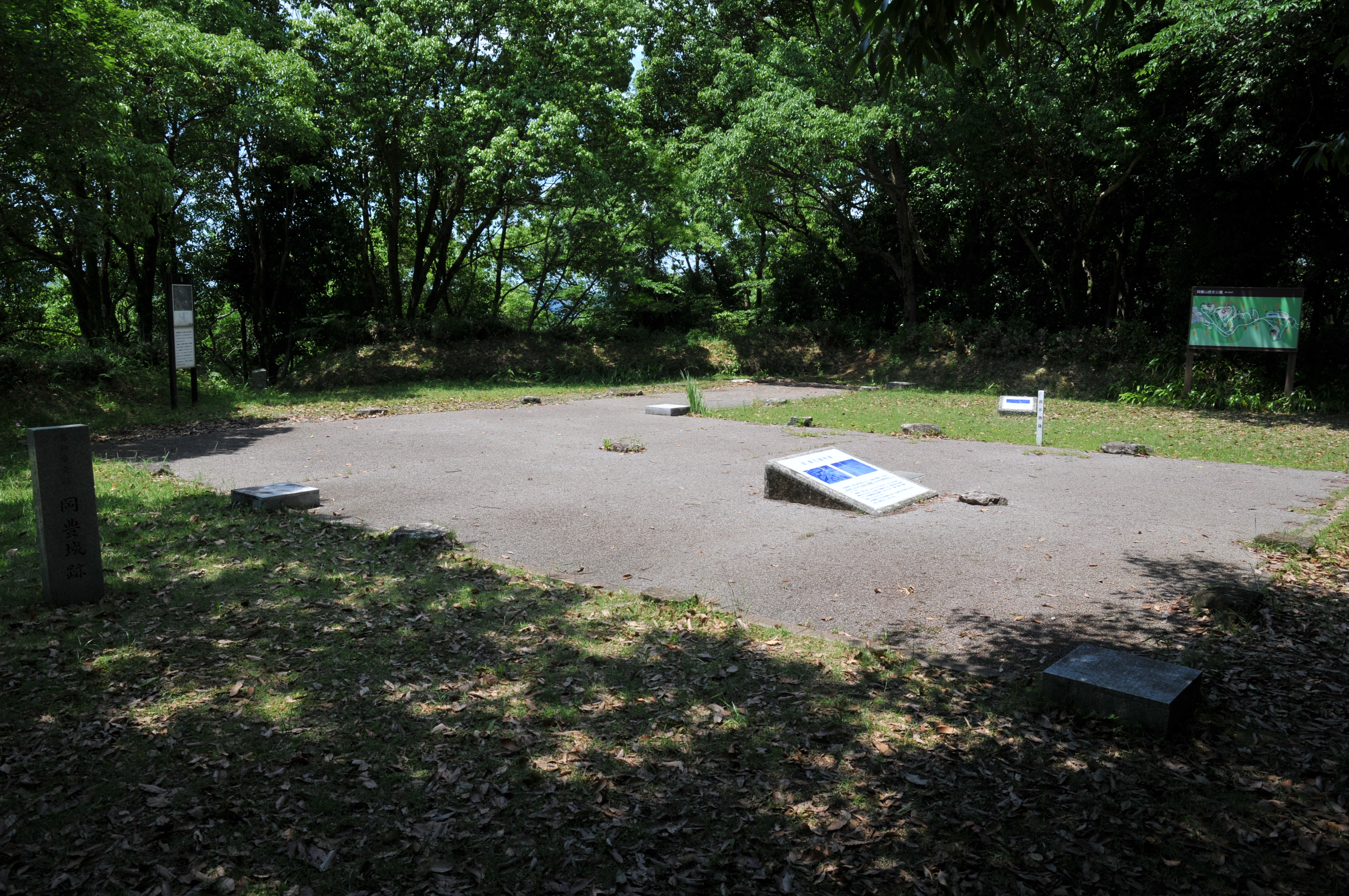
岡豊城跡

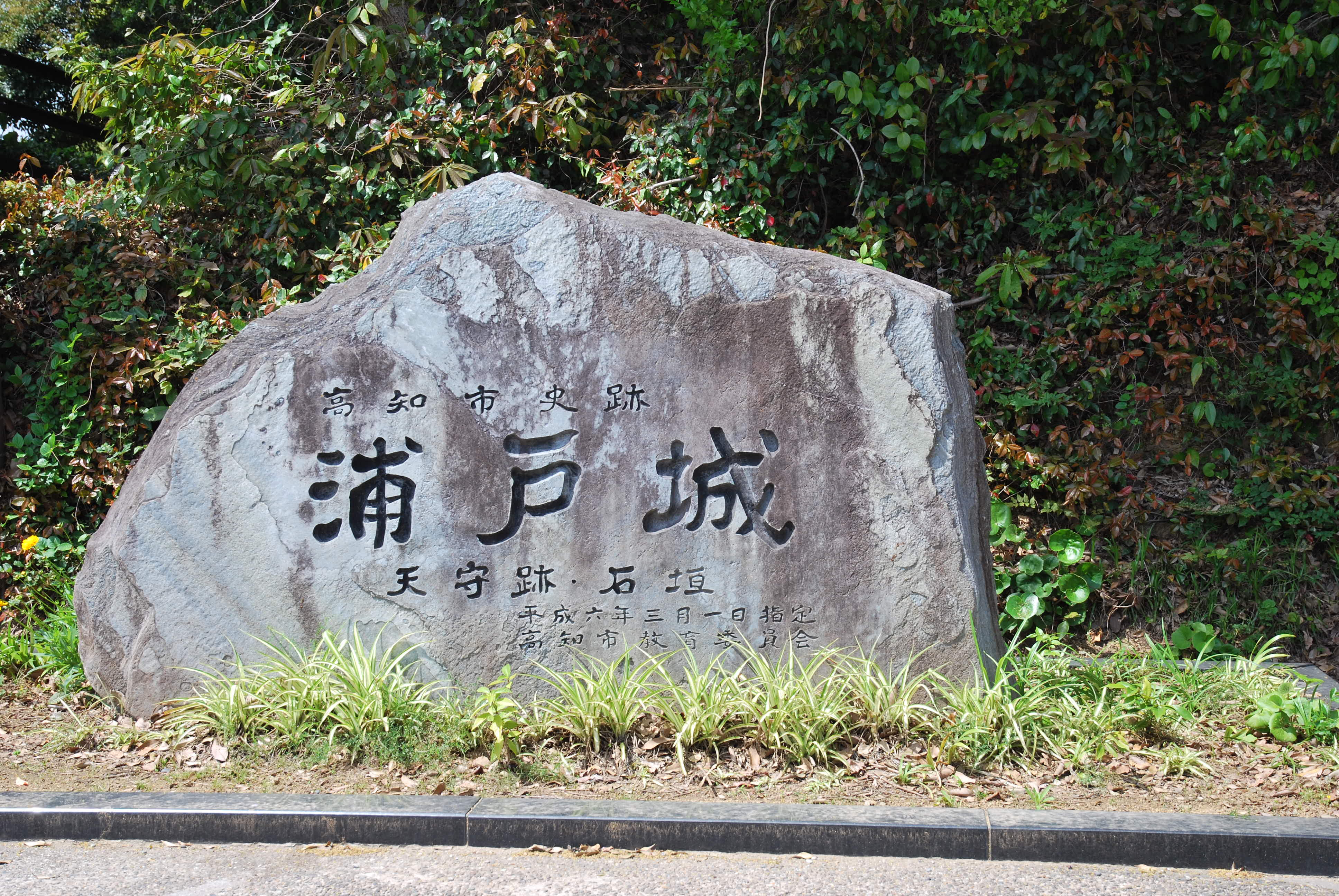
浦戸城碑

居城
- 岡豊城
- 白地城
- 大高坂城（現・高知城）
- 浦戸城

主な支城
- 安芸城
- 脇城
- 一宮城

## 主な戦い

### 戦国時代
土佐国統一戦
- 長浜の戦い - 対本山氏。
  - 戸ノ本の戦い

- 八流の戦い - 対安芸氏。
- 四万十川の戦い - 対土佐一条氏。

四国統一戦
- 第一次十河城の戦い
- 中富川の戦い

四国征伐
- 引田の戦い
- 第二次十河城の戦い
- 天正の陣
  - 丸山城の戦い

四国征伐後（いずれも従軍）
- 九州征伐
  - 戸次川の戦い

- 小田原征伐
- 文禄・慶長の役
- 関ヶ原の戦い
- 大坂の陣
  - 真田丸の戦い
  - 八尾・若江の戦い